# دانشگاه تولوز- ژان ژوریس

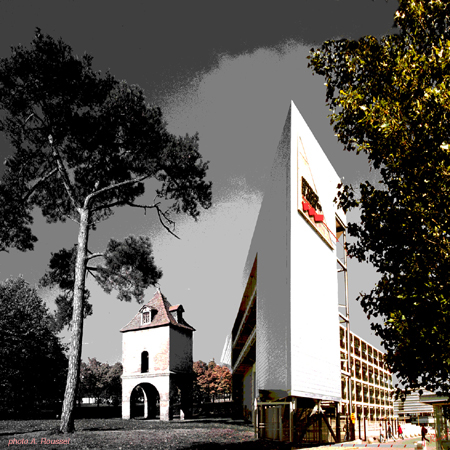
قوس و کبوترخانه دانشگاه.

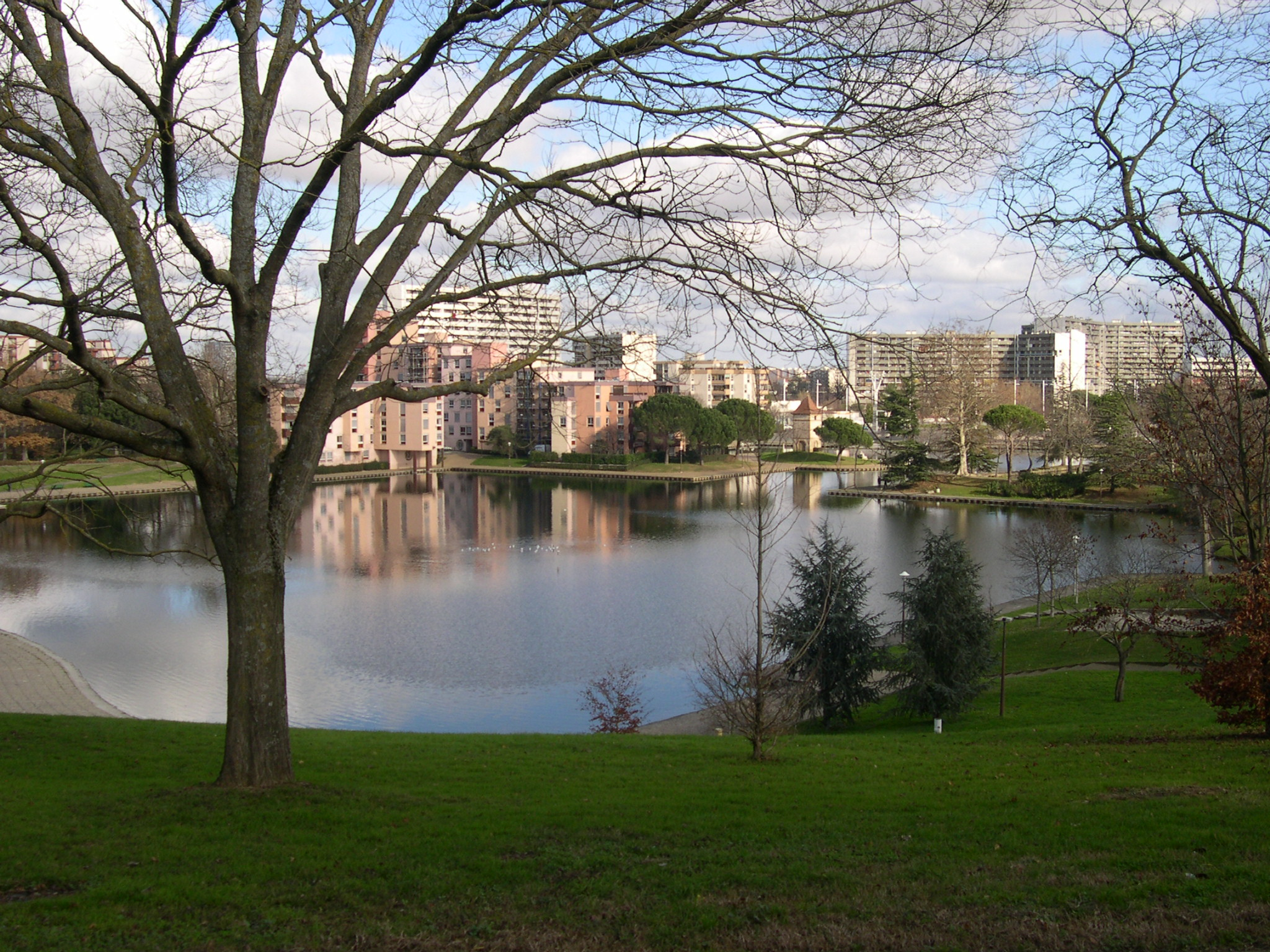
دریاچه Reynerie در Le Mirail، از پارک همسایه دیده می‌شود.

دانشگاه تولوز-ژان ژوریس (به فرانسوی: Université Toulouse-Jean Jaurès‎) از سال ۲۰۱۴ با این نام شناخته می‌شود. این دانشگاه که قبلاً تولوز لومیرا نامیده می‌شد، یکی از ۳ دانشگاه تولوز فرانسه است.
محوطه دانشگاه، واقع در پروژه بزرگ معماری تولوز در دهه ۱۹۶۰، لومیرا، توسط تیم معماران جورج کاندیلیس، الکسیس ژوزیک، شادراک وودز طراحی و ساخته شد.